# Ivan Noble
Ivan Noble (* Juni 1967; † 31. Januar 2005) war britischer Wissenschaftsjournalist in der Online-Redaktion der BBC in London. Als er im August 2002 an einem besonders aggressiven Gehirntumor erkrankte, begann er im Internet auf der Website der BBC sein persönliches „Tumortagebuch“ zu schreiben. Er schrieb praktisch seit der Diagnose bis zu seinem Tod daran. Viele hunderttausend Menschen haben sein Tagebuch verfolgt und versucht, ihm mit Leserbriefen den Rücken zu stärken. Trotz einer Chemo- und einer Strahlentherapie starb er im Alter von 37 Jahren in der Nacht vom 31. Januar auf dem 1. Februar 2005. Er hinterließ seine (deutsche) Frau Almut und zwei Kinder. Ein Jahr nach seinem Tod kam sein Buch Wie ein Loch im Kopf. Mein Tumortagebuch heraus, das auf der Basis seiner Weblogeinträge entstanden war.